# 1998-as labdarúgó-világbajnokság-selejtező (UEFA – 3. csoport)
Az 1998-as labdarúgó-világbajnokság európai 3. selejtezőcsoportjának mérkőzéseit, és a csoport végeredményét tartalmazó lapja. A csoportban körmérkőzéses, oda-visszavágós rendszerben játszottak egymással a labdarúgó-válogatottak. A csoportelső automatikus résztvevője lett az 1998-as labdarúgó-világbajnokságnak.
A csoportban Azerbajdzsán, Finnország, Magyarország, Norvégia és Svájc szerepelt.
Norvégia végzett az első helyen és kijutott az 1998-as világbajnokságra, a második helyet pedig Magyarország szerezte meg és pótselejtezőt játszhatott.

## Tabella
| Hely. | Csapat       | M | Gy | D | V | G+ | G– | Gk  | P  | Továbbjutás                          |     | Norvégia | Magyarország | Finnország | Svájc | Azerbajdzsán |
| ----- | ------------ | - | -- | - | - | -- | -- | --- | -- | ------------------------------------ | --- | -------- | ------------ | ---------- | ----- | ------------ |
| 1.    | Norvégia     | 8 | 6  | 2 | 0 | 21 | 2  | +19 | 20 | Kijutott az 1998-as világbajnokságra |     | —        | 3–0          | 1–1        | 5–0   | 5–0          |
| 2.    | Magyarország | 8 | 3  | 3 | 2 | 10 | 8  | +2  | 12 | Továbbjutott a második fordulóba     |     | 1–1      | —            | 1–0        | 1–1   | 3–1          |
| 3.    | Finnország   | 8 | 3  | 2 | 3 | 11 | 12 | −1  | 11 |                                      |     | 0–4      | 1–1          | —          | 2–3   | 3–0          |
| 4.    | Svájc        | 8 | 3  | 1 | 4 | 11 | 12 | −1  | 10 |                                      | 0–1 | 1–0      | 1–2          | —          | 5–0   |              |
| 5.    | Azerbajdzsán | 8 | 1  | 0 | 7 | 3  | 22 | −19 | 3  |                                      | 0–1 | 0–3      | 1–2          | 1–0        | —     |              |

## Mérkőzések
| 1996. június 2. 20:00 UTC+2 |

| Norvégia                                       | 5–0         | Azerbajdzsán |
| ---------------------------------------------- | ----------- | ------------ |
| Solbakken 7' 46' Solskjær 37' 89' Strandli 59' | Jegyzőkönyv |              |

| Ullevaal, Oslo Nézőszám: 14,012 Játékvezető: Alan Snoddy (északír) |

| 1996. augusztus 31. 20:00 UTC+5 |

| Azerbajdzsán | 1–0         | Svájc |
| ------------ | ----------- | ----- |
| Rzayev 28'   | Jegyzőkönyv |       |

| Tofik Bahramov Stadion, Baku Nézőszám: 15,000 Játékvezető: Ryszard Wójcik (lengyel) |

| 1996. szeptember 1. 18:30 UTC+2 |

| Magyarország | 1–0         | Finnország |
| ------------ | ----------- | ---------- |
| Orosz 15'    | Jegyzőkönyv |            |

| Népstadion, Budapest Nézőszám: 14,500 Játékvezető: Hartmut Strampe (német) |

| 1996. október 6. 19:00 UTC+3 |

| Finnország                        | 2–3         | Svájc                             |
| --------------------------------- | ----------- | --------------------------------- |
| Sumiala 41' (11-esből) Kolkka 77' | Jegyzőkönyv | Lombardo 14' Sforza 34' Yakın 54' |

| Olimpiai Stadion, Helsinki Nézőszám: 7,217 Játékvezető: Gylfi Thór Orrason (izlandi) |

| 1996. október 9. 20:00 UTC+2 |

| Norvégia                      | 3–0         | Magyarország |
| ----------------------------- | ----------- | ------------ |
| Rekdal 83' 89' 90' (11-esből) | Jegyzőkönyv |              |

| Ullevaal, Oslo Nézőszám: 22,480 Játékvezető: Hugh Dallas (skót) |

| 1996. november 10. 14:30 UTC+1 |

| Svájc | 0–1         | Norvégia        |
| ----- | ----------- | --------------- |
|       | Jegyzőkönyv | Leonhardsen 32' |

| Wankdorfstadion, Bern Nézőszám: 22,000 Játékvezető: Manuel Díaz Vega (spanyol) |

| 1996. november 10. 16:00 UTC+4 |

| Azerbajdzsán | 0–3         | Magyarország                        |
| ------------ | ----------- | ----------------------------------- |
|              | Jegyzőkönyv | Nyilas 42' 67' (11-esből) Urbán 77' |

| Tofik Bahramov Stadion, Baku Nézőszám: 30,000 Játékvezető: Dragutin Poljak (horvát) |

| 1997. április 2. 20:00 UTC+5 |

| Azerbajdzsán              | 1–2         | Finnország                   |
| ------------------------- | ----------- | ---------------------------- |
| Suleymanov 83' (11-esből) | Jegyzőkönyv | Litmanen 26' Paatelainen 64' |

| Tofik Bahramov Stadion, Baku Nézőszám: 19,000 Játékvezető: Graham Poll (angol) |

| 1997. április 30. 20:00 UTC+2 |

| Norvégia     | 1–1         | Finnország  |
| ------------ | ----------- | ----------- |
| Solskjær 83' | Jegyzőkönyv | Sumiala 60' |

| Ullevaal, Oslo Nézőszám: 22,782 Játékvezető: Markus Merk (német) |

| 1997. április 30. 20:15 UTC+2 |

| Svájc          | 1–0         | Magyarország |
| -------------- | ----------- | ------------ |
| Türkyılmaz 83' | Jegyzőkönyv |              |

| Hardturm stadion, Zürich Nézőszám: 17,300 Játékvezető: Leif Sundell (svéd) |

| 1997. június 8. 20:00 UTC+2 |

| Magyarország | 1–1         | Norvégia |
| ------------ | ----------- | -------- |
| Kovács 22'   | Jegyzőkönyv | Rudi 9'  |

| Népstadion, Budapest Nézőszám: 25,300 Játékvezető: David Elleray (angol) |

| 1997. június 8. 19:00 UTC+3 |

| Finnország                           | 3–0         | Azerbajdzsán |
| ------------------------------------ | ----------- | ------------ |
| Vanhala 60' Litmanen 65' Sumiala 82' | Jegyzőkönyv |              |

| Olimpiai Stadion, Helsinki Nézőszám: 13,417 Játékvezető: Alain Hamer (luxemburgi) |

| 1997. augusztus 20. 19:00 UTC+3 |

| Finnország | 0–4         | Norvégia                                    |
| ---------- | ----------- | ------------------------------------------- |
|            | Jegyzőkönyv | Solbakken 9' Rudi 12' J.Flo 48' T.A.Flo 84' |

| Olimpiai Stadion, Helsinki Nézőszám: 35,520 Játékvezető: Vadzim Zsuk (fehérorosz) |

| 1997. augusztus 20. 18:30 UTC+2 |

| Magyarország | 1–1         | Svájc           |
| ------------ | ----------- | --------------- |
| Klausz 52'   | Jegyzőkönyv | Chapuisat 90+1' |

| Népstadion, Budapest Nézőszám: 40,000 Játékvezető: Michel Piraux (belga) |

| 1997. szeptember 6. 20:00 UTC+5 |

| Azerbajdzsán | 0–1         | Norvégia    |
| ------------ | ----------- | ----------- |
|              | Jegyzőkönyv | T.A.Flo 42' |

| Tofik Bahramov Stadion, Baku Nézőszám: 8,000 Játékvezető: Günter Benkö (osztrák) |

| 1997. szeptember 6. 21:15 UTC+2 |

| Svájc      | 1–2         | Finnország               |
| ---------- | ----------- | ------------------------ |
| Kunz 90+1' | Jegyzőkönyv | Litmanen 16' Sumiala 79' |

| Stade Olympique de la Pontaise, Lausanne Nézőszám: 15,000 Játékvezető: Stefano Braschi (olasz) |

| 1997. szeptember 10. 20:00 UTC+2 |

| Norvégia                                                       | 5–0         | Svájc |
| -------------------------------------------------------------- | ----------- | ----- |
| Jakobsen 46' Solbakken 51' Eggen 65' Østenstad 75' T.A.Flo 85' | Jegyzőkönyv |       |

| Ullevaal, Oslo Nézőszám: 22,603 Játékvezető: Hellmut Krug (német) |

| 1997. szeptember 10. 19:30 UTC+2 |

| Magyarország                   | 3–1         | Azerbajdzsán |
| ------------------------------ | ----------- | ------------ |
| Klausz 8' Halmai 44' Illés 89' | Jegyzőkönyv | Lychkin 71'  |

| Népstadion, Budapest Nézőszám: 8,112 Játékvezető: Atanasz Uzunov (bolgár) |

| 1997. október 11. 19:00 UTC+3 |

| Finnország  | 1–1         | Magyarország           |
| ----------- | ----------- | ---------------------- |
| Sumiala 63' | Jegyzőkönyv | Moilanen 90+1' (öngól) |

| Olimpiai Stadion, Helsinki Nézőszám: 31,617 Játékvezető: Bernd Heynemann (német) |

| 1997. október 11. 20:15 UTC+2 |

| Svájc                                                     | 5–0         | Azerbajdzsán |
| --------------------------------------------------------- | ----------- | ------------ |
| Türkyılmaz 13' 23' 69' (11-esből) Yakın 43' Chapuisat 51' | Jegyzőkönyv |              |

| Hardturm stadion, Zürich Nézőszám: 7,600 Játékvezető: John Rowbotham (skót) |

## Góllövőlista
| 5 gólos - Antti Sumiala 4 gólos - Ståle Solbakken - Kubilay Türkyılmaz 3 gólos - Jari Litmanen - Tore André Flo - Kjetil Rekdal - Ole Gunnar Solskjær 2 gólos - Klausz László - Nyilas Elek - Petter Rudi - Stéphane Chapuisat - Murat Yakın | 1 gólos - Vyacheslav Lychkin - Vidadi Rzayev - Nazim Suleymanov - Joonas Kolkka - Mika-Matti Paatelainen - Jari Vanhala - Halmai Gábor - Illés Béla - Kovács Zoltán - Orosz Ferenc - Urbán Flórián - Dan Eggen - Jostein Flo - Jahn Ivar Jakobsen - Øyvind Leonhardsen - Frank Strandli - Egil Østenstad - Adrian Kunz - Massimo Lombardo - Ciriaco Sforza 1 öngólos - Teuvo Moilanen (Magyarország ellen) |